# 马蒂亚斯·弗兰森
马蒂亚斯·弗兰森（瑞典語：Mathias Franzén，1975年2月22日—），生于林雪平市镇，瑞典男子手球运动员。他曾代表瑞典国家队参加2000年夏季奥林匹克运动会手球比赛，获得一枚银牌。